# Landford

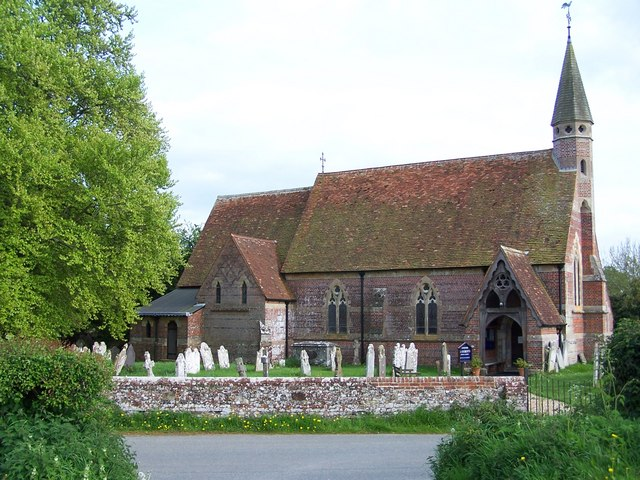
L'église paroissiale, dédiée à saint André, est un monument classé de grade II*.

Landford est un village et une paroisse civile du Wiltshire, en Angleterre. Il est situé à une quinzaine de kilomètres au sud-est de la ville de Salisbury, non loin de la frontière avec le comté de Hampshire. Au moment du recensement de 2011, il comptait 1 271 habitants.